# Humphrey Searle
Humphrey Searle (26 de agosto de 1915 - 12 de maio de 1982) foi um compositor britânico, pioneiro na música serial no Reino Unido.

## Biografia
Nasceu em Oxford, onde iniciou os seus estudos musicais, antes de estudar com John Ireland no Royal College of Music em Londres. Depois foi para Viena durante seis meses graças a uma bolsa de estudo, sendo aluno de Anton Webern, que o converteu em decisivo a seguir composição. 
Searle é um dos pioneiros da música serial no Reino Unido, e utilizou o seu papel como produtor da BBC para a promover. Trabalhou na estreia da obra Poema para 22 de cordas (1950), estreada em Darmstadt, uma ópera de Gogol, The Diary of a Madman  (1958), e cinco sinfonias (a primeira das quais foi gravada comercialmente por Adrian Boult). 
É também conhecido pelo desenvolvimento do catálogo das obras de Franz Liszt mais conhecido, e o sistema de numeração que desenvolveu é usado frequentemente para identificar as obras de Liszt. 
Searle também compôs partituras para televisão e cinema, incluindo música incidental para a série Doctor Who em 1965. Morreu em Londres.